# نورتروپ گرومن اینوویشن سیستمز
نورتروپ گرومن اینوویشن سیستمز (انگلیسی: Northrop Grumman Innovation Systems) شرکت هوافضا و صنایع جنگ‌افزاری آمریکایی است، که در سال ۲۰۱۵ توسط شرکت نورتروپ گرومن تأسیس شد.